# Mansoa
Mansoa är ett släkte av katalpaväxter. Mansoa ingår i familjen katalpaväxter.
Kladogram enligt Catalogue of Life:
| Mansoa | \| \| Mansoa alliacea \| \| \| \| \| \| Mansoa hymenaea \| \| \| \| |
|        | \| \| Mansoa alliacea \| \| \| \| \| \| Mansoa hymenaea \| \| \| \| |
|        | Mansoa alliacea                                                     |
|        |                                                                     |
|        | Mansoa hymenaea                                                     |
|        |                                                                     |

## Bildgalleri

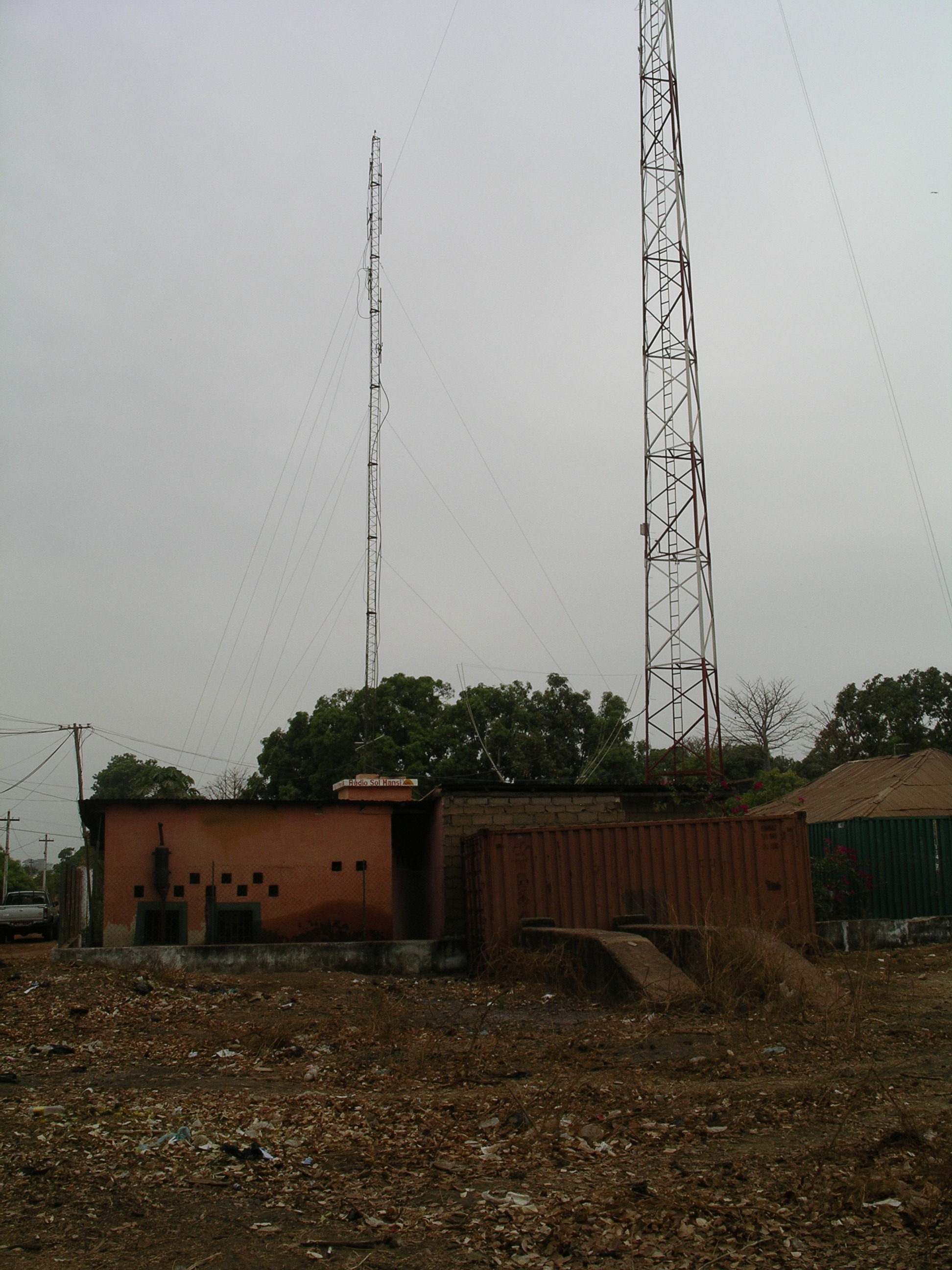
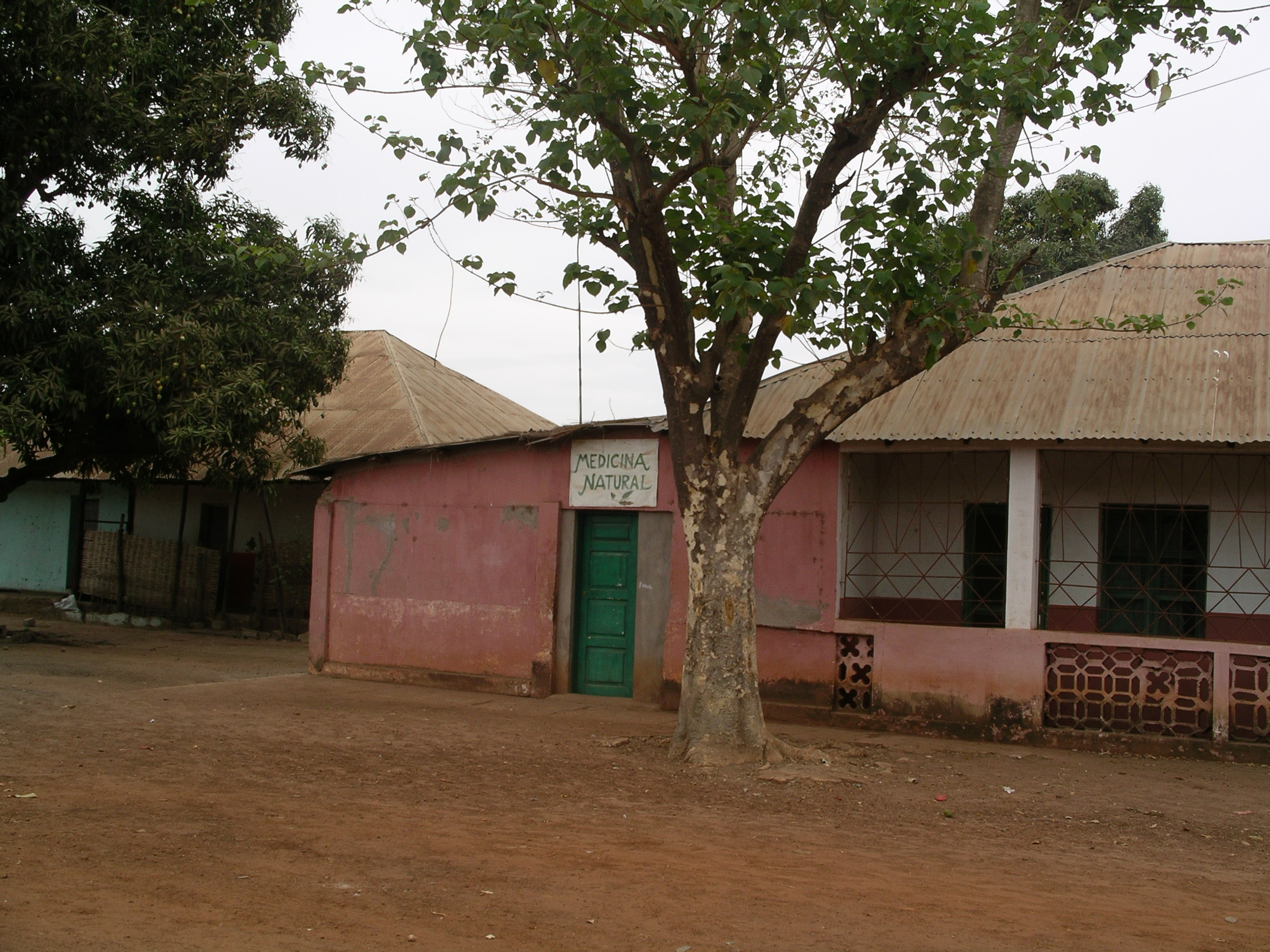
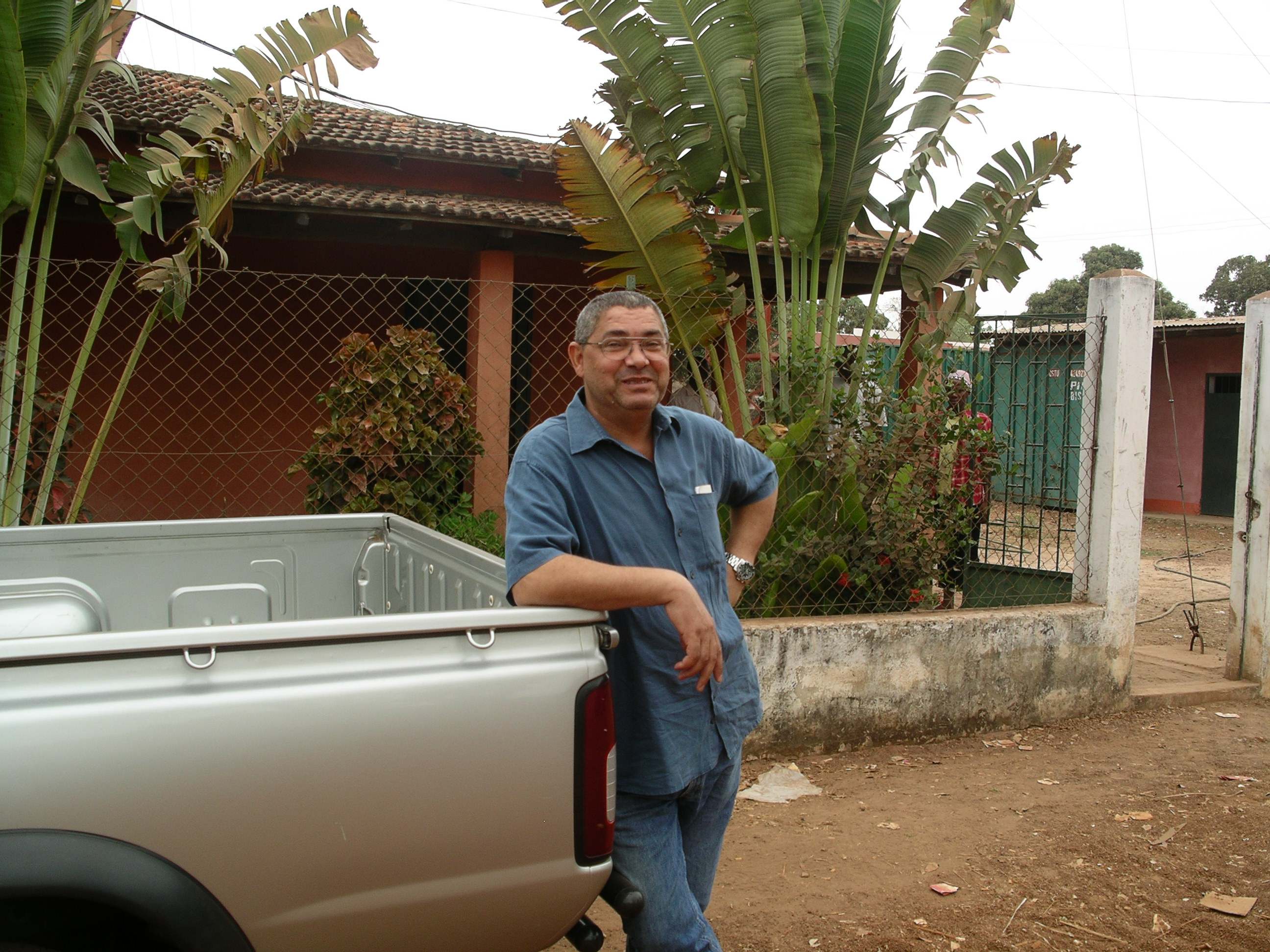
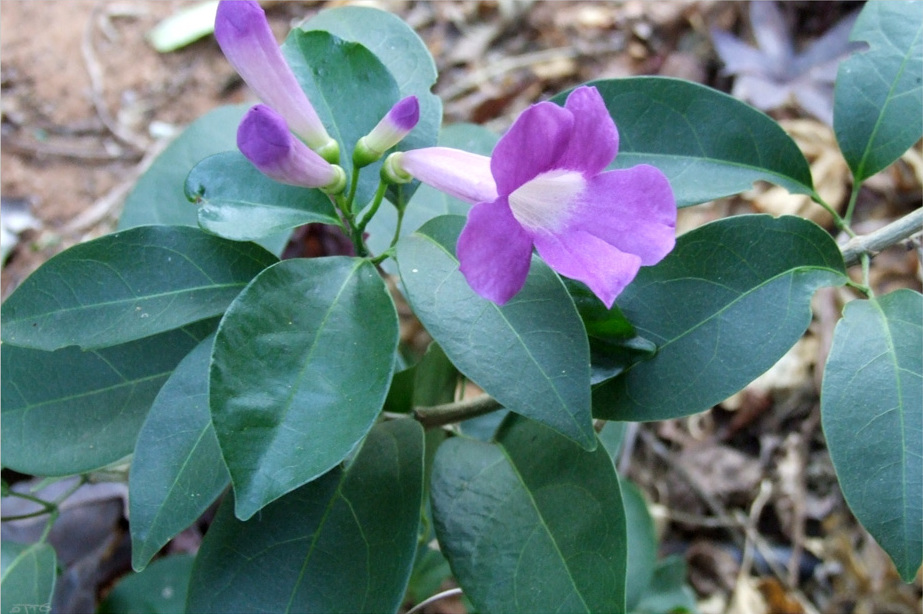
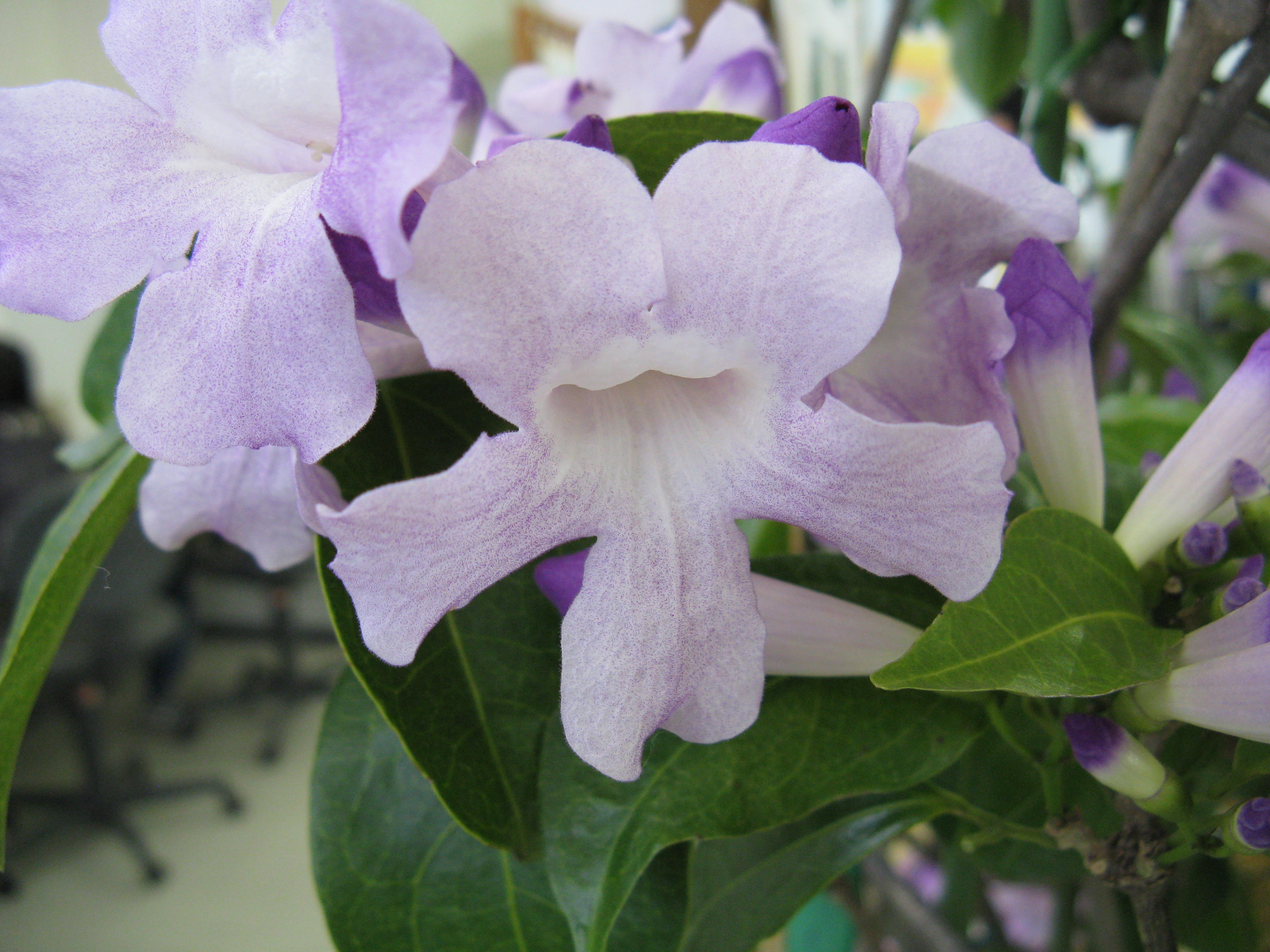
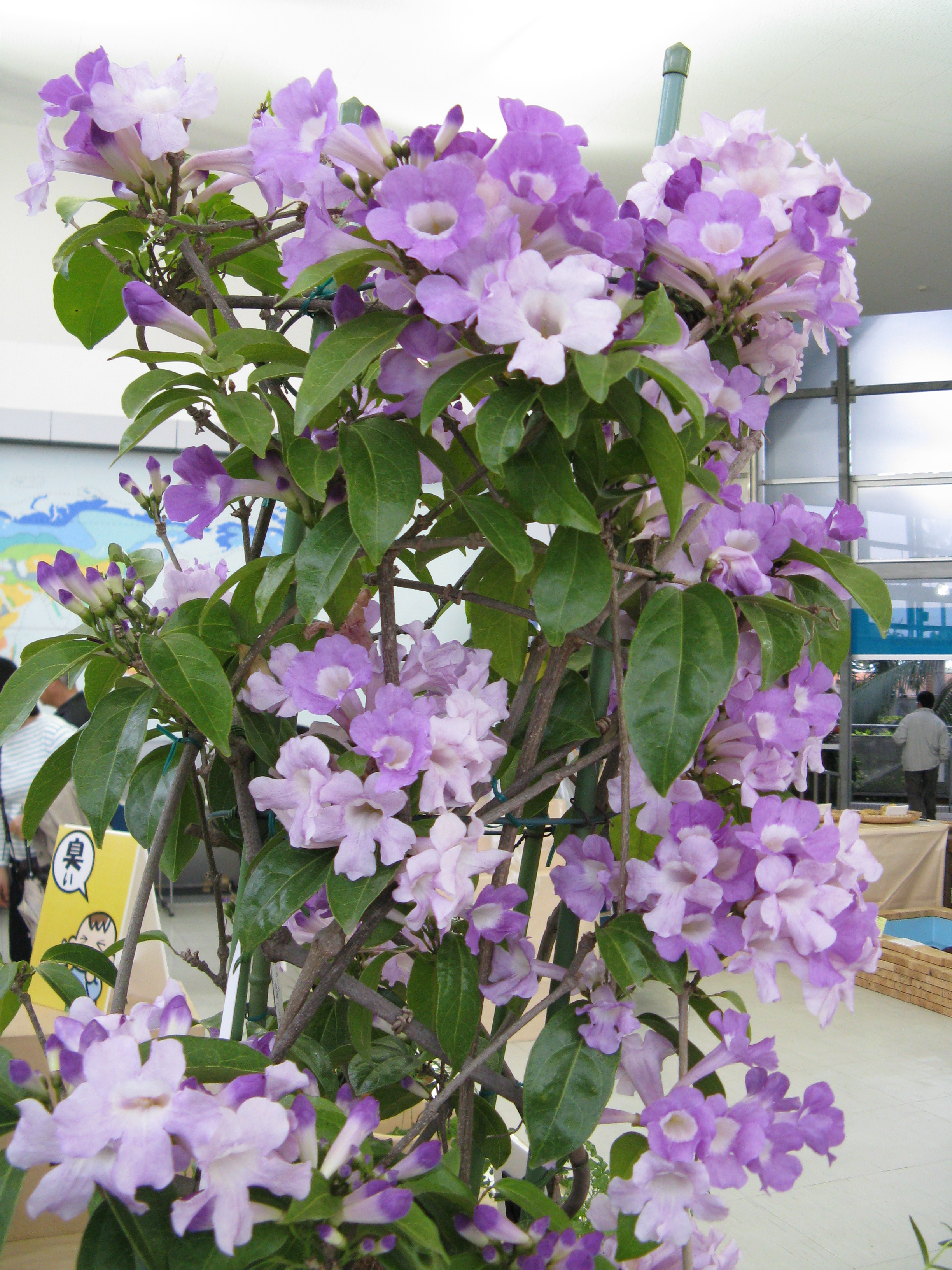